# ستيفاني ماير
ستيفاني ماير (بالإنجليزية: Stephenie Meyer)‏ (مورغان، من مواليد 24 ديسمبر 1973) هي كاتبة أمريكية، اشتهرت بسلسلة مصاصي الدماء الرومانسية Twilight ونالت روايات الشفق (Twilight) شهرة عالمية، حيث فازت بالعديد من جوائز الأدب وباعت أكثر من 70 مليون نسخة على مستوى العالم،  حيث تم ترجمتها إلى 37 لغة مختلفة حول العالم. تم إطلاق نسخة الفيلم المعدلة الشفق في الولايات المتحدة في 21 نوفمبر، 2008. ماير هي أيضاً مؤلفة رواية الخيال العلمي للكبار ذي هوست (المضيف).
أطلق على ماير اسم «كاتبة العام» للولايات المتحدة اليوم عام 2008. كما كانت أيضًا صاحبة أكثر مبيعات للكتب في 2008، حيث بلغت قيمة المبيعات أكثر من 29 مليون كتاب عام 2008 فقط،  حيث كان كتاب Twilight  هو أكثر الكتب مبيعًا لعام 2008. حصلت ماير على المرتبة رقم 49 في قائمة مجلة تايم لأكثر الشخصيات تأثيرًا عام 2008،  كما أنها أدرجت أيضًا في قائمة أكثر 100 مشهور قوة في احتفال فوربس عام 2009، حيث حصلت على المرتبة رقم 26 مع عائدات سنوية تتجاوز 50 مليون دولار.

## حياتها الشخصية
ولدت ستيفاني ماير في هاتفورد بولاية كونكتيكت، لوالدها ووالدتها ستيفن وكاندي مورغان. ترعرعت في فينيكس، أريزونا، مع خمسة أشقاء هم: سيث، وإيميلي، وجاكوب، وبول، وهايدي.
التحقت بالمدرسة الثانوية شابارال في سكوتسديل بولاية أريزونا. وبعد ذلك التحقت بجامعة بريغام يونغ في بروفو بولاية يوتاه، حيث حصلت على درجةالبكالوريوس]] في اللغة الإنكليزية عام 1997. التقت ماير بزوجها كريستيان، الملقب بـ «بانشو»، عندما كانت صغيرة في أريزونا، وتزوجته في 1994 عندما بلغوا هم الاثنين 21 عامًا. ولديهم ثلاث أولاد: غابي، سيث، وايلي. كان كريستيان ماير، يعمل مدقق حسابات بالسابق، ولكنه تقاعد الآن من أجل رعاية الأطفال.
ماير هي عضوة من أعضاء "كنيسة يسوع المسيح لقديسي الأيام الأخيرة" وقالت أنها "متشددة" في معتقداتها، وانها لاتشرب الكحوليات أو تدخن. لم تكتب ماير حتى أي قصص قصيرة قبل "الشفق "، واعتبرت انها ذهبت إلى مدرسة الحقوق لانها شعرت انه لايوجد لها فرصة في أن تصبح كاتبة؛ وبعد ذلك لاحظت أن ولادة طفلها الأكبر يعقوب قد غيرت من فكرها، قائلة بمجرد أن رزقت بيعقوب، أردت فقط أن أكون أمه."  كان شغل ماير الرسمي الوحيد قبل أن تصبح مؤلفة هو موظفة استقبال في شركة خاصة.
تعيش ماير حالياً في سكوتسديل، كما أنها تمتلك منزلا بقيمة 1.3 مليون دولار على جزيرة ماروستون، واشنطن.

## سلسلة الشفق

### الشفق
تقول ماير ان فكرة الشفق (Twilight) جاءت لها في حلم في 2 يونيو، 2003. وكان الحلم يدور حول فتاة بشرية، ومصاص دماء والذي وقع في حبها ولكنه كان متعطش لدمائها. وبناءً على هذا الحلم، كتبت ماير النص الذي يعتبر الآن الفصل 13 في الكتاب. وفي غضون ثلاثة أشهر كانت ماير قد حولت حلمها إلى رواية كاملة،  على الرغم من انها تدعي أنها لم تكن تنوي أبدًا أن تنشر الشفق  وانها كانت تكتب لمتعتها الشخصية فقط. وكان رأي شقيقتها تجاه الكتاب هو أنه حماسي جدًا وأقنعت ماير أن ترسل مخطوطاتها إلى الوكالات الأدبية. ومن الـ 15 خطاب التي كتبتهم، هناك خمسة لم يتم الرد عليهم، وتسعة عادوا بالرفض، والأخير لاقي استجابة من جودي ريمور من وكالة رايترز هوس. وتنافس ثمانية ناشرين على حقوق نشر الشفق  في مزاد علني عام 2003. وبحلول نوفمبر، وقعت ماير على صفقة لثلاثة كتب بـ 750,000 دولار مع ليتل، وبراون وشركاءهم.
تم نشر الشفق عام 2005 بعدد نسخ مطبوعة 75,000 نسخة. وحصل لأول مرة على المرتبة 5 في قائمة صحيفة نيويورك تايمز لأفضل المبيعات في خلال شهر من اصداره،  وبعد ذلك احتل المرتبة الأولى. تم بيع حقوق الرواية الأجنبية إلى مايزيد على 26 دولة. سميت الرواية أفضل كتاب لناشرين ويكلي للعام ونيويورك تايمز اديتورز تشويس.

### الروايات اللاحقة

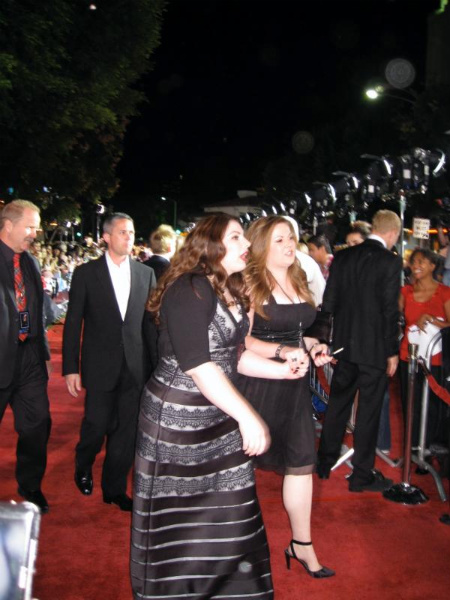
ماير، نوفمبر 2008

بعد نجاح الشفق (2005)، قامت ماير بتوسيع نطاق القصة إلى سلسة عن طريق إضافة ثلاثة كتب أخرى: القمر الجديد (2006)، والكسوف (2007)، والانهيار (2008). وفي اسبوعها الأول بعد النشر، حصلت القصة الأولى، القمر الجديد، على المرتبة رقم 5 في قائمة نيويورك تايمز لأفضل المبيعات لكتب فصل الأطفال، وفي أسبوعه الثاني وصل إلى المرتبة الأولى، حيث بقي لمدة أحد عشرة أسبوع تالية. وبالإجمالي، فقد ظل أكثر من 50 أسبوع على القائمة. وبعد إصدار الكسوف، فإن الثلاثة كتب مجتمعة قد استمرت لمدة 143 أسبوع على قائمة نيويورك تايمز لأكثر الكتب رواجًا. تم إصدار الجزء الرابع من سلسلة الشفق، الانهيار، مع عدد نسخ أولية تصل إلى 3.7 مليون نسخة. تم بيعتأكثر من 1.3 مليون نسخة في اليوم الأول وحده، مسجلًا رقما قياسيا في أداء مبيعات أول يوم ل مجموعة هاتشيت بوك. كما كانت الرواية سبب في حصول ماير على جائزتها الأولى من جوائز الكتاب البريطاني، على الرغم من منافستها مع رواية ج. ك. رولينج حكايات بيدل الشاعر. وباعت السلسة ككل أكثر من 70 مليون نسخة على مستوى العالم  بـ 37 لغة. في عام 2008، احتلت سلسلة الأربع كتب قمة الشهرة في قائمة يو اس توداي لأعلى المبيعات في الولايات المتحدة، مما جعل ماير المؤلفة الأولى التي حققت هذا الانتصار وحصلت على أعلى المبيعات من بين المؤلفين لهذا العام.
في أغسطس، 2009 ذكرت يو اس ايه توداي أن ماير تخطت مبيعات ج. ك. رولينج على قائمتهم لأعلى المبيعات. واستمرت كتب الشفق الأربعة 52 أسبوع في سبق أفضل 10 كتب. كما استمرت الكتب أكثر من 102 أسبوع على قائمة النيو يورك تايمز لأكثر الكتب رواجا.
بعد الانتهاء من الجزء الرابع من السلسلة، أوضحت ماير أنه من الممكن أن يكون الانهيار هو الرواية الأخيرة التي سيتم روايتها من منظور بيلا سوان. ومن المقرر أن تكون رواية شمس منتصف الليل رواية مصاحبة للسلسلة. حيث سوف تكون إعادة لرواية أحداث رواية الشفق، ولكن من منظور إدوارد كولن (كنقيض بيلا سوان). وكانت ماير تأمل في نشر قصتها شمس منتصف الليل بعد إصدار الانهيار بوقت قليل، ولكن بعد تسرب 12 فصل عبر الإنترنت، اختارت ماير أن تؤجل المشروع إلى أمد غير محدود. وبالإضافة إلى ذلك، منذ أن قررت ماير متابعة الكتب الغير متعلقة بالشفق كنتيجة لهذا التسرب، قامت بإتاحة فصول صعبة من «شمس منتصف الليل» على موقعها الإلكتروني.